# Pierre Azalbert
Pour les articles homonymes, voir Azalbert.
Pas d'image ? Cliquez ici

a Compétitions nationales et continentales officielles uniquement.

b Matchs officiels uniquement.
Pierre Azalbert, né le 6 juillet 1934 à Carcassonne et mort le 23 août 2004 à Toulouse, est un joueur français de rugby à XIII international français évoluant au poste de pilier dans les années 1950 et 1960.

## Palmarès
- Collectif :
  - Vainqueur de la Coupe de France : 1953 et 1963 (Carcassonne).
  - Finaliste du Championnat de France : 1958 (Carcassonne).
  - Finaliste de la Coupe de France : 1953 et 1965 (Carcassonne).